# Месигар, Мослем
Мослем Месигар (род. 17 сентября 1984, Бушир) — иранский игрок в пляжный футбол. Выступает за сборную Ирана. Участник семи чемпионатов мира.

## Биография
Родился в городе Бушир. Начал играть в футбол в 13 лет в клубе «Шахин Бушир». На пляжный футбол Месигар переключился в 2005 году. Вначале он выступал за «Дарьянафардан», а затем в «Ройя Тегеран». В составе последнего дважды выигрывал чемпионат и трижды завоёвывал серебро. Дважды становился лучшим бомбардиром чемпионата.
Позднее играл за «Парс Джануби» и «Шахин Хазар», а также за минское «Динамо» на Мудиалито 2021 года и московский «Локомотив» на Кубке Евразии 2017 года.
Успехи на клубном уровне позволили сыграть за сборную Ирана. На чемпионате мира по пляжному футболу впервые выступил в 2007 году в Рио-де-Жанейро. Впоследствии играл на мундиалях 2008, 2011, 2013, 2015, 2017 и 2024 годов. Вместе с командой дважды завоёвывал бронзовые награды турнира.
По итогам 2023 года был включён в число 100 лучших игроков в пляжный футбол по версии Всемирной организации пляжного футбола.

## Достижения
Сборная Ирана
- Бронзовый призёр чемпионата мира: 2017, 2024
- Победитель Межконтинентального кубка: 2013, 2018, 2019, 2022
- Победитель Кубка Азии: 2013, 2017, 2023
- Победитель Пляжных Азиатских игр: 2012
- Финалист Кубка Наций: 2023[5]

На клубном уровне
- Финалист Мундиалито: 2017 (Парс Джоноби)[6]
- Чемпион Ирана: 2016, 2020 (Парс Джоноби)[7][8]
- Финалист Кубка Евразии: 2017 (Локомотив)

Индивидуальные
- Лучший бомбардир Кубка Азии: 2009, 2013[9]
- Лучший игрок Кубка Азии: 2023[1]